# Kochiura temuco
Kochiura temuco är en spindelart som först beskrevs av Claude Lévi 1963.  Kochiura temuco ingår i släktet Kochiura och familjen klotspindlar. Inga underarter finns listade i Catalogue of Life.